# Pampa Grande (Santa Cruz)
Pampa Grande (oder: "Pampagrande") (Quechua: "Hatun Pampa") ist eine Ortschaft im Departamento Santa Cruz im südamerikanischen Anden-Staat Bolivien.

## Lage im Nahraum
Pampa Grande ist zentraler Ort des gleichnamigen Municipios Pampa Grande in der Provinz Florida. Die Ortschaft liegt im östlichen Teil der Zentralanden auf einer Höhe von 1291 m in den Ausläufern der Cordillera Oriental am Oberlauf des Río Los Negros, der im weiteren Verlauf in den Río Yapacaní fließt.

## Geographie
Pampa Grande liegt im Übergangsbereich zwischen der Anden-Gebirgskette der Cordillera Central und dem bolivianischen Tiefland. Das Klima der Region ist semiarid warm und ausgeglichen, wegen der Höhenlage jedoch weniger heiß und schwül als im nahegelegenen Tiefland.
Die mittlere Durchschnittstemperatur der Region liegt bei 24,5 °C (siehe Klimadiagramm Pampa Grande) und schwankt nur unwesentlich zwischen 21 °C im Juli und 26 °C von November bis Januar. Der Jahresniederschlag beträgt etwa 650 mm, bei einer deutlich ausgeprägten Trockenzeit von Mai bis Oktober mit Monatsniederschlägen unter 20 mm, und einer kurzen Feuchtezeit von Dezember bis Februar mit 100 bis 120 mm Monatsniederschlag.

## Verkehrsnetz
Pampa Grande liegt in einer Entfernung von 176 Straßenkilometern südwestlich der Departamento-Hauptstadt Santa Cruz zwischen den Städten Los Negros und Mataral.
Durch Pampa Grande führt die 488 Kilometer lange Nationalstraße Ruta 7, welche die beiden Metropolen Santa Cruz und Cochabamba verbindet. Die asphaltierte Ruta 7 führt von Santa Cruz aus über La Guardia und La Angostura nach Samaipata und dann weiter über Mairana und Los Negros nach Pampa Grande. Nach Westen hin setzt sich die Straße über Mataral, Comarapa und Epizana nach Sacaba und Cochabamba fort.

## Bevölkerung
Die Einwohnerzahl des Ortes ist in den vergangenen beiden Jahrzehnten um mehr als ein Drittel angestiegen:
| Jahr | Einwohner | Quelle       |
| ---- | --------- | ------------ |
| 1992 | 558       | Volkszählung |
| 2001 | 766       | Volkszählung |
| 2012 | 770       | Volkszählung |

Die Region weist einen gewissen Anteil an Quechua-Bevölkerung auf, im Municipio Pampa Grande sprechen 11,7 Prozent der Bevölkerung Quechua.

## Fotogalerie

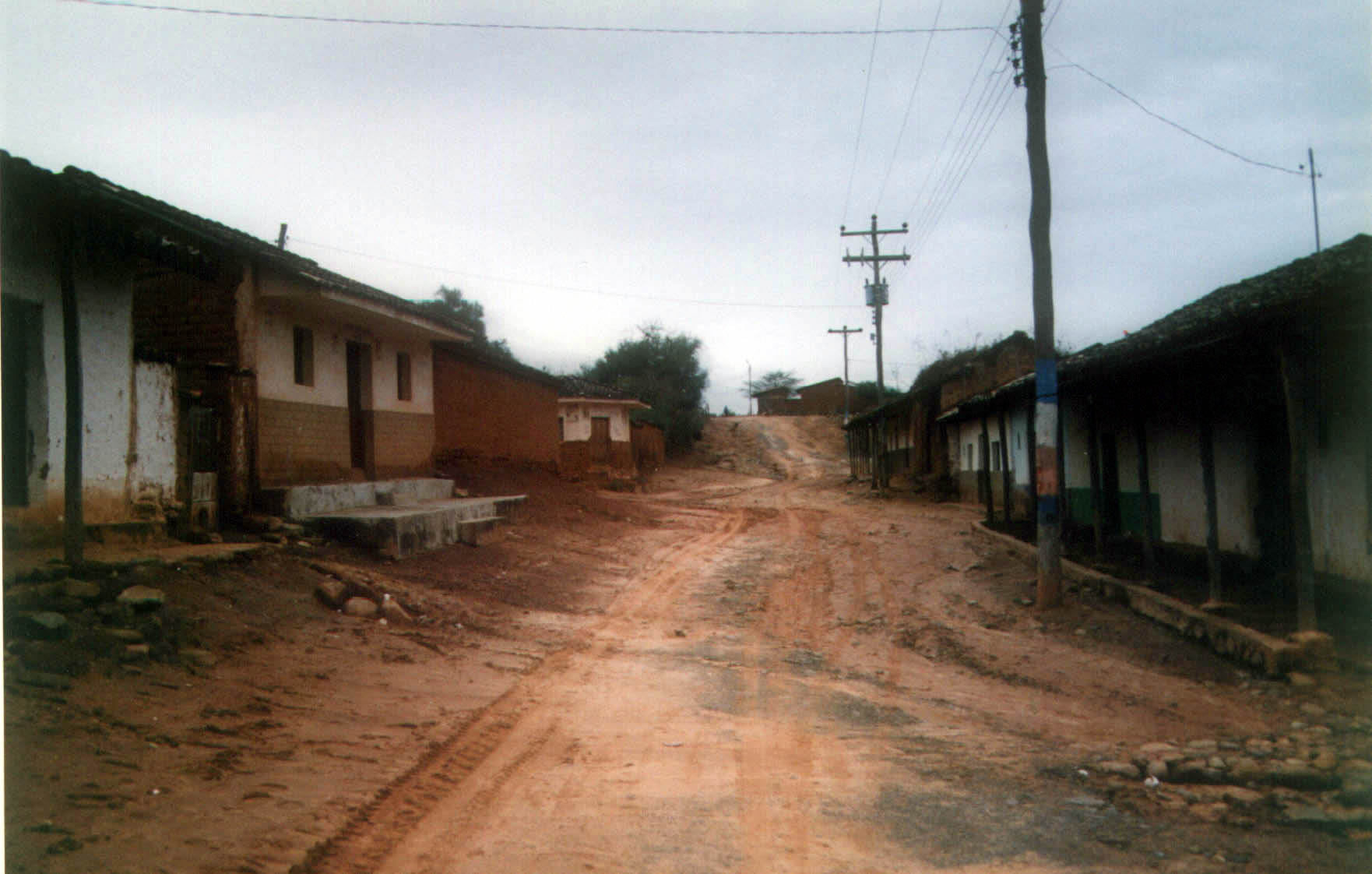
Ungepflasterte Straße
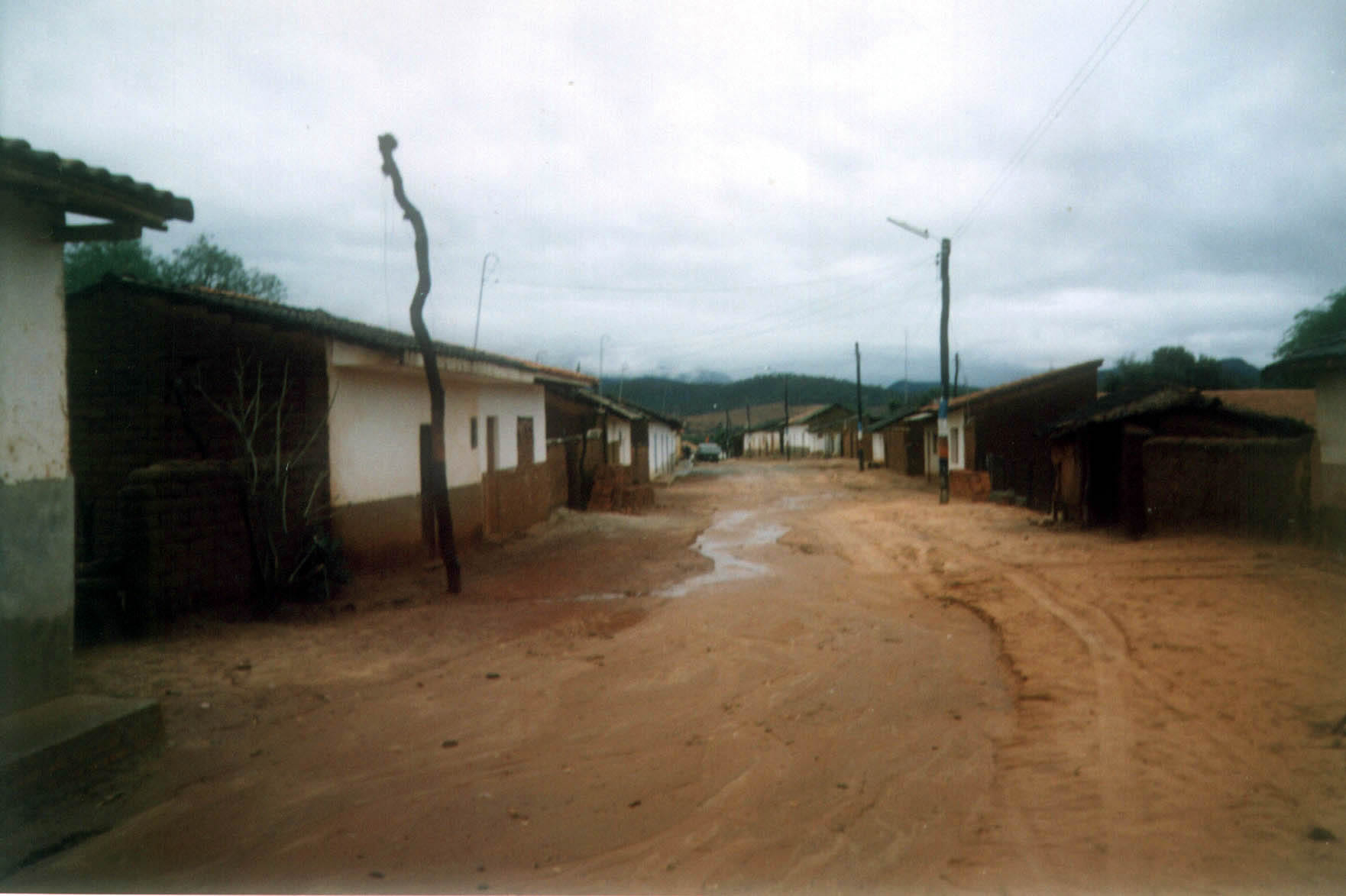
Lehmbedeckte Straße
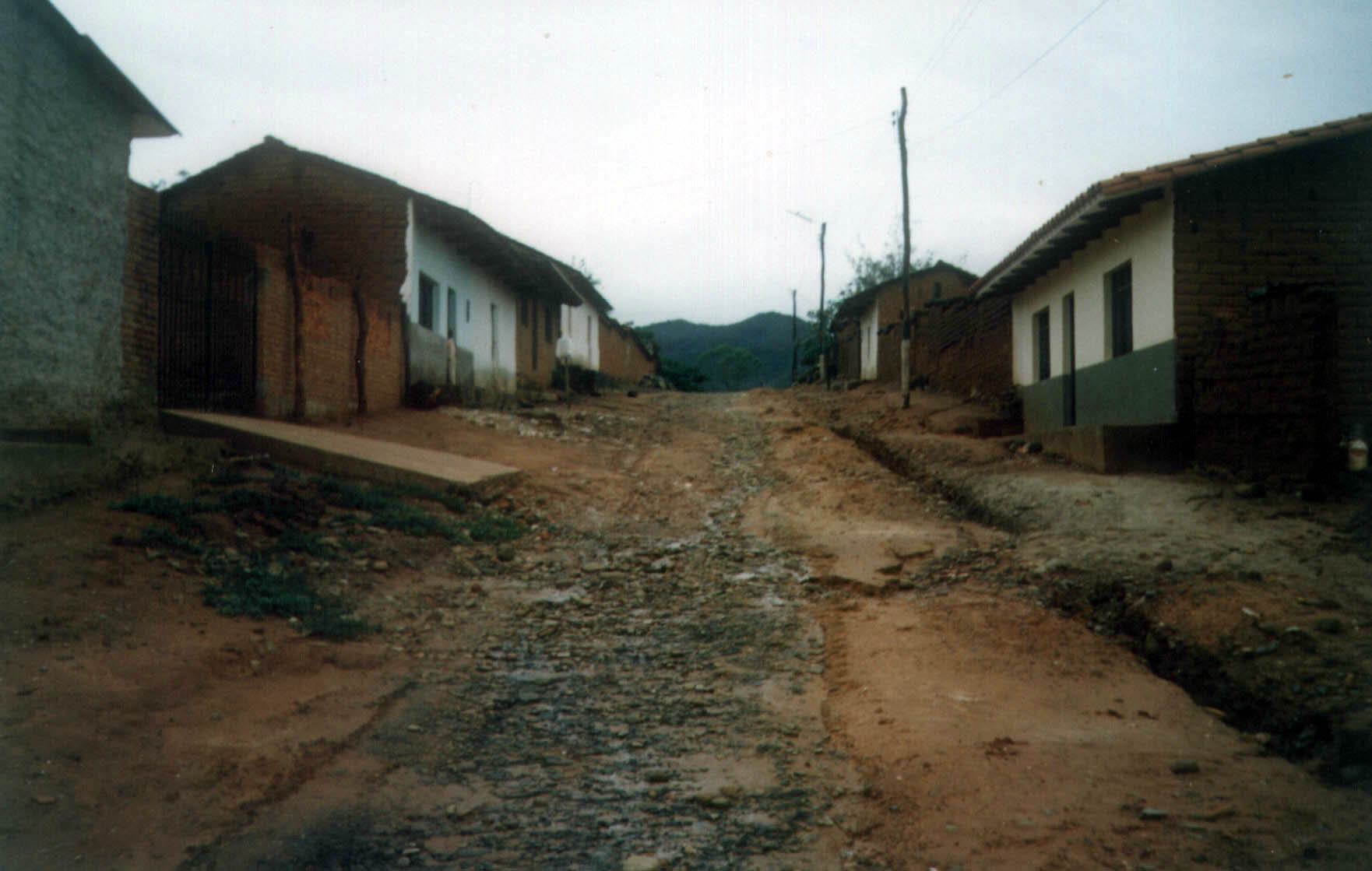
Ausgewaschene Hauptstraße
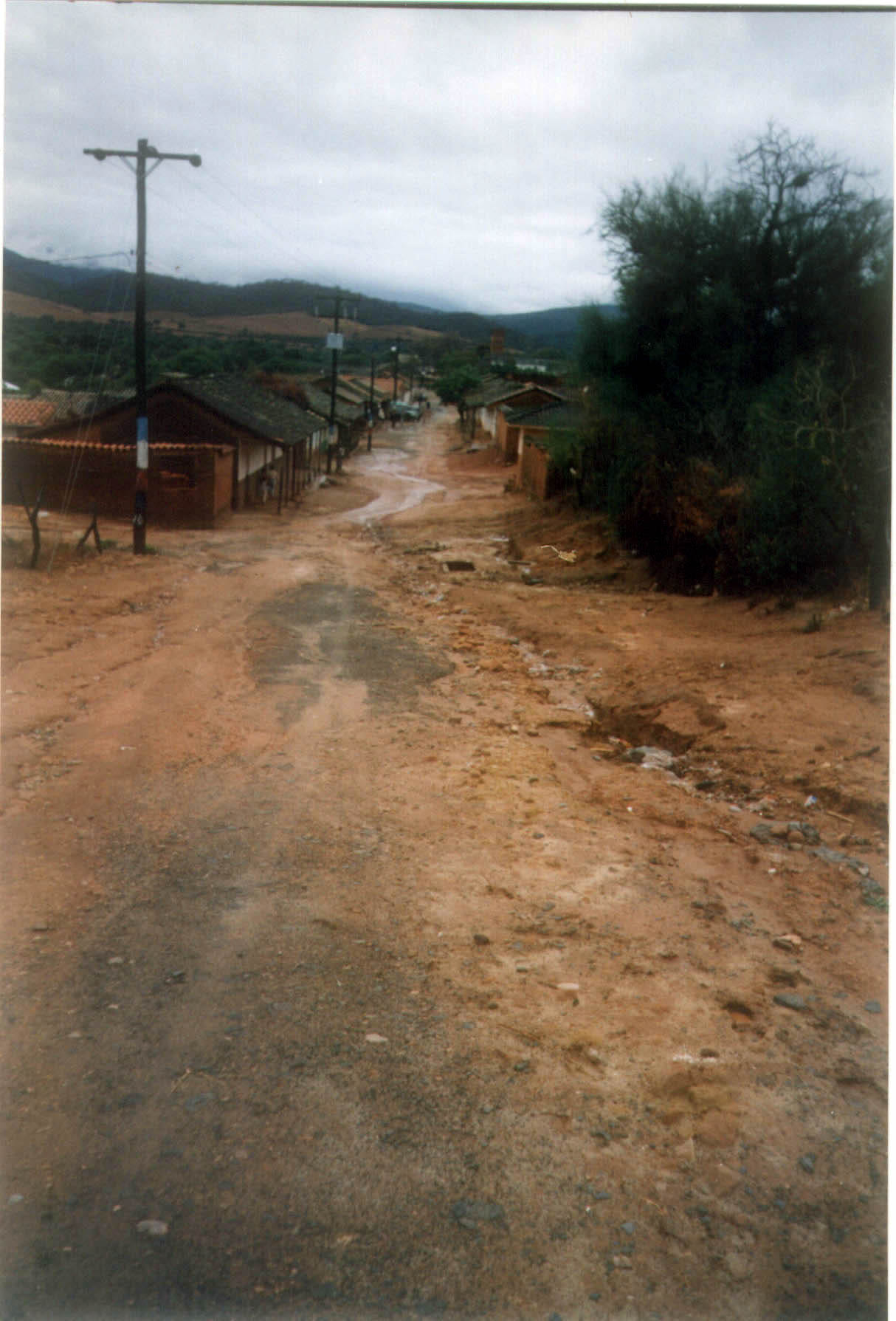
Blick auf die Hauptstraße